# استغماية (فلم)
استغماية فيلم مصري إنتاج عام 2007.

## قصة الفيلم
تدور أحداث الفيلم حول بعض الأصدقاء الذين يجتمعون للاحتفال بزواج اثنين منهم يعملان راقصين، خاصة بعد أن قاطعهم آباء وأقارب العروسين، ويقترح أحدهم أن يلعبوا لعبة تقمص شخصية الآخر، حيث يقوم كل واحد منهم بتمثيل شخصية آخر كما يراه كاشفاً جوانب شخصيته السلبية والإيجابية، ويستمر كل واحد في دوره حتى نهاية الليل، وتستمر الأحداث.

## الممثلون
- احمد يحيى
- هيدي كرم
- طارق التلمساني
- عمرو ممدوح
- نبيل عيسى
- سارة بسام
- هادي شنودة
- رمضان خاطر

## روابط خارجية
- مقالات تستعمل روابط فنية بلا صلة مع ويكي بيانات